# Iglesia de Santiago el Mayor (Hinojos)
La iglesia de Santiago el Mayor es un templo católico de la localidad de Hinojos, provincia de Huelva (España) que fue declarado Bien de Interés Cultural en calidad de Monumento histórico-artístico en 2005.
El templo destaca por ser uno de los claros exponentes del estilo mudéjar en la zona occidental de Andalucía, a cuya tipología se le ha dotado con un torreón defensivo con aspecto de fortaleza militar, que le confiere un carácter especial. También en su fábrica sobresale la magnífica portada, abierta en el muro de la nave del Evangelio siendo lo más destacable en ella su composición y la cálida bicromía del ladrillo agramilado.

## Historia
Fue construida entre finales del siglo XIV y principios del XV, reaprovechando en su fábrica columnas y capiteles de acarreo de origen tardorromano. Progresivamente se le fueron añadiendo al inmueble una serie de volúmenes en el muro de la nave de la epístola, entre los que predominan la capilla sacramental de estilo barroco y la capilla bautismal.

## Exterior
El inmueble presenta un exterior de estilo mudéjar con paramentos enfoscados y pintados de blanco excepto la cabecera, la zona superior de la fachada de los pies y la portada de la fachada del Evangelio.
La fachada de los pies se encuentra en el interior de un patio, a modo de atrio, estando la zona de la derecha cubierta con la vivienda parroquial. Se configura a modo de torre- fachada. Presenta un vano apuntado y abocinado que da acceso al interior del templo. La zona superior se estructura con una torre de planta rectangular coronada con almenas con remate de capuchón y una espadaña en la zona posterior compuesta de dos vanos de medio punto que albergan campanas, coronada con tres merlones de las mismas características.
El exterior de la cabecera del templo destaca por su marcado carácter militar, compuesto de un gran torreón defensivo, de planta rectangular que comprende, en el interior, las tres capillas de la cabecera del templo. En sus tres muros se abren tres pequeños vanos, de medio punto abocinados en los laterales y en el de la cabecera con un óculo lobulado enmarcado. En el muro de la nave del Evangelio se le adosa una torrecilla que alberga un reloj. Esta da acceso desde la cabecera de la misma nave a la terraza del torreón, donde se levanta una pequeña espadaña. El conjunto se encuentra coronado con merlones de remate piramidal que adquieren un peculiar aspecto de fortificación, bajo un doble filete de tradición almohade.
La fachada del lado del Evangelio presenta en la zona superior una cornisa compuesta de modillones pintada de color ocre. En la zona central se abre la magnífica portada realizada con ladrillo agramilado, bícromo. Presenta, inscritos en un alfiz una sucesión de vanos apuntados y abocinados, con la última arquivolta decorada con puntas de diamante en piedra. Está flanqueada por dos azulejos dieciochescos que representan la Inmaculada Concepción y Cristo atado a la columna.

## Interior
La iglesia tiene planta rectangular articulada en tres naves de cabecera plana. La nave central es más alta y ancha que las laterales de las que se encuentra separada mediante arcos formeros, de gran altura, apuntados y doblados, que descansan sobre pilares cruciformes. En los muros superiores de los arcos se establece una cornisa moldurada. Tanto los arcos como los pilares descritos, están realizados en ladrillo visto, destacando por su mayor tamaño, los dos pilares más cercanos al presbiterio, sobre los que apoyan además de los arcos formeros, el arco triunfal que da acceso al presbiterio y los dos arcos que separan las naves laterales de sus cabeceras, los cuales descansa a su vez en columnas y capiteles de acarreo, dispuestos junto a los muros perimetrales de las dos naves. Dichos arcos presentan las mismas características que los anteriores citados. 
La nave central está cubierta con armadura de par y nudillo con tirantes pareados sobre canes, mientras que las naves laterales con armadura de colgadizo. Estas cubiertas fueron renovadas en 1974. El presbiterio que se halla a mayor altura que la nave central, tiene planta cuadrangular y testero plano. Está cubierto con bóveda ochavada sobre trompas. 

### Retablo mayor
El muro del testero se encuentra cubierto con el retablo mayor dedicado a Santiago Apóstol. Fue realizado entre 1767 y 1768 por los maestros hispalenses Juan y Joaquín Cano. Se compone de banco, un cuerpo de tres calles y ático superior. El banco presenta en el centro un sagrario con puerta decorada con el Corazón de Jesús. En ambos lados se abre un vano de medio punto cubierto con puerta de doble hoja, que da acceso, por la zona posterior del retablo, al manifestador.
Las tres calles del cuerpo central se encuentran flanqueadas por estípites decorados con rocallas, guirnaldas de flores y la cruz de Santiago. La calle central se compone de un manifestador, a modo de templete, sobre el que se sitúa una amplia hornacina que alberga en su interior la escultura de bulto redondo de Santiago. Se representa al Santo a caballo, con el brazo derecho levantado empuñando una espada. La imagen data de la misma época que el retablo, cuya ejecución se incluye en el contrato del mismo.
Las dos calles laterales muestran sobre repisas, las esculturas de bulto redondo que representan a san Francisco de Asís, en la calle izquierda, realizada en el siglo XVII y en la calle derecha a San Sebastián, ejecutado en el último tercio del siglo XVI, obra procedente de una ermita desaparecida. Su autoría se relaciona con el círculo de Bautista Vázquez el Viejo. Sobre las dos imágenes se encuentran medallones con relieves que representan, a San Joaquín a la izquierda y Santa Ana a la derecha. Termina el cuerpo central del retablo con un entablamento movido, que en su zona central se eleva cobijando en su interior una hornacina en cuyo interior alberga un santo peregrino. El ático presenta en la zona central un relieve con la representación del Padre Eterno. En ambos lados y sobre repisas, se ubican las imágenes de San Lucas Evangelista y San Juan de la Cruz. El conjunto se encuentra coronado, a modo de penacho, con la Cruz de Santiago. El retablo muestra el paramento jaspeado en color azulado decorado con motivos dorados de roleos, rocalla, palmas y guirnaldas de flores.
El muro del testero que cubre el retablo mayor, se encuentra decorado con una pintura mural realizada al temple sobre mortero de cal y arena, en la segunda mitad del siglo XVI. Representa a Santiago ecuestre, sobre cubierta vegetal y fondo con decoración geométrica. La figura de Santiago muestra aureola dorada en relieve. Viste manto azul y porta en su mano derecha una calabaza mientras que con la izquierda lleva las riendas del caballo. La escena se encuentra enmarcada por un arcosolio semicircular en cuyo intradós aparecen distintas escenas, sobre fondo rojo delimitadas en negro. 

### Otros retablos
Las cabeceras de las dos naves laterales se prolongan hasta el muro del testero de la capilla mayor, formando dos capillas rectangulares cubiertas cada una con doble bóveda de arista.
Cubre el testero de la nave del Evangelio el retablo de Nuestra Señora del Rosario que fue realizado por Juan de Medina y Jerónimo Velázquez en 1638. Presenta un arco exterior que hace la función de retablo marco, compuesto de un amplio arco de medio punto, cuyas jambas e intradós se cubren con óleos sobre tablas que representan a San Juan Bautista, Virgen del Carmen, San Angelo y San Alberto de Sicilia, Jesús Nazareno, Santo Tomás de Aquino, San Jorge y San Onofre. El arco está flanqueado por pilastras cajeadas y entablamento superior rematado con roleos en ambos lados, que dan paso al ático cuyo centro lo cubre un óleo sobre tabla, representando el tema iconográfico de La Visitación. El conjunto se encuentra coronado con un frontón triangular en cuyo tímpano se representa al Padre Eterno.
En el interior del amplio arco descrito, se establece un retablo compuesto de un pequeño banco, un cuerpo central y ático superior. La calle central se compone de una hornacina, en cuyo interior alberga la imagen de candelero de Nuestra Señora del Rosario, flanqueada por columnas de fuste entorchado y entablamento superior partido que da paso al ático, compuesto de un óleo sobre tabla con la representación iconográfica del nacimiento de la Virgen y en ambos lados roleos coronados con bolas. En los laterales de la hornacina central se establecen a cada lado dos óleos sobre tablas, superpuestas, representando a la derecha a San José con el Niño y San Francisco de Asís, y a la izquierda San Diego de Alcalá y San Fernando. Todas las pinturas que se citan datan de la misma época que el retablo, éste presenta el paramento dorado decorado con roleos, ovas y pinturas policromas con representaciones florales.
En el muro perimetral de la nave del Evangelio, en el cuarto tramo, se abre una alacena cubierta con puerta de doble hoja, de madera tallada, cuya zona superior termina en medio punto. Está decorada con motivos geométricos, religiosos y formas vegetales. Se encuentra flanqueada con pilastras y un entablamento cuya decoración de yeserías culmina con rocalla, jarrones, florones y elementos vegetales polícromos, destacando sobre el blanco los colores azul y ocre.
En la cabecera de la nave de la Epístola se ubica el retablo de Nuestra Señora de los Ángeles que está realizado en el siglo XVII. Mide 5,00 ,00 m. Se compone de un cuerpo de una calle y ático superior. Se estructura con una hornacina central de medio punto, que alberga la imagen titular, flanqueada por columnas pareadas de fuste entorchado y orden corintio, así como de frontón curvo partido por roleos que dan paso al ático. Este se compone de un óleo sobre lienzo, con la representación de la Virgen del Pópulo con el Niño en sus brazos entre cortinas descorridas por ángeles. Se encuentra flanqueado por pilastras y frontón semicircular. El retablo presenta el paramento dorado decorado con motivos vegetales. La mesa de altar data de fines del siglo XVIII. Muestra el paramento con decoración pictórica de motivos de pájaros que alternan con doradas rocallas.
Nuestra Señora de los Ángeles es una imagen de candelero realizada en la segunda mitad del siglo XVI. Presenta rostrillo y cabeza cubierta con una corona mural, viste túnica de brocatel blanco y oro y manto de raso rojo. Con el brazo izquierdo sujeta al Niño Jesús.
La capilla Sacramental se abre a la nave de la Epístola en su tercer tramo. Tiene planta cuadrada y se cubre con bóveda baída. Sobre los pilares doblados de los ángulos, decorados con molduras y ménsulas, voltean arcos de medio punto con perfil escalonado. Esta capilla termina su construcción en el año 1775, según consta en una inscripción. En el muro frontal se ubica el retablo del Cristo de la Expiración. Se compone de banco, un cuerpo de una calle flanqueado por columnas corintias y entablamento superior movido, sobre el que se dispone el ático, de sección semicircular en cuyo frente acoge la vidriera que ilumina la capilla. El retablo presenta el paramento jaspeado y delimitado por decoración de elementos vegetales en dorado. La imagen de Cristo de la Expiración es una escultura de bulto redondo realizada hacia 1580, de autor anónimo, relacionado con el círculo de Jerónimo Hernández. El Cristo presenta tres clavos sobre Cruz plana. 
A los pies de la nave de la Epístola se abre la capilla Bautismal. Tiene planta cuadrangular y cubierta plana. En su interior alberga la pila bautismal, realizada en el siglo XVIII.

## Mobiliario
Gran parte del valor artístico de este templo procede del conjunto de obras de arte que alberga en su interior. La cronología de estos bienes muebles abarca un amplio período que va desde el siglo XV al XX. Entre ellos resalta el retablo de Martínez Montañés que cobija a la Virgen de los Ángeles, la espléndida escultura de la Virgen de Gracia, del círculo de Bautista Vázquez el Viejo, y el Cristo de la Expiración, atribuido a Jerónimo Hernández. De gran importancia es la pintura mural situada en el muro del testero de la capilla mayor, realizada al temple en la segunda mitad del siglo XVI, que representa a Santiago a caballo en la batalla de Clavijo.